# Kanton Candé
Candé is een voormalig kanton van het Franse departement Maine-et-Loire. Het kanton maakte deel uit van het arrondissement Segré. Op 22 maart 2015 werd het kanton opgeheven en werden de gemeenten opgenomen in het aangrenzende kanton Segré.

## Gemeenten
Het kanton Candé omvatte de volgende gemeenten:
- Angrie
- Candé (hoofdplaats)
- Challain-la-Potherie
- Chazé-sur-Argos
- Freigné
- Loiré